# Uppsalapsalmboken
Uppsalapsalmboken eller Then Swenska Psalmboken, sampt andra små wanligha Handböker, är en svensk psalmbok som gavs ut 1645 i Uppsala.

## Historik
På riksdagsmötet 1643 tillsattes den första psalmbokskommittén. Den bestod av kyrkoherde Johan Roslavius i Väddö församling, Uppsala stift, kyrkoherde Suno Duræus i Vinnerstads församling, Linköpings stift, kyrkoherde Johannes Olai i Levene församling, Skara stift, kyrkoherde Johannes Westhius i Nyköpings församling, Västerås stift, kyrkoherde Ericus Laurentii i Tortuna församling, Västerås stift och kyrkoherde Christian Osengius i Annerstads församling, Växjö stift. De godkände psalmboken och den trycktes av Ignatius Meurer med kungligt privilegium år 1645.

## Psalmer

### I. Catechismus Författat i Sånger

#### Tiyo Gudz Bud
- Thesse äro the tijo Budh
- Gudh Fadher uthi Himmelrijk, sin helge willia oss kende
- Then som wil en Christen heta

#### Ewangelium, eller Troones Articklar
- Min siäl prisar storliga HErran
- Lofwad ware HErren Israels Gudh
- HErre/ nu låter tu tin tienare
- Wij troo uppå en alsmächtigh Gudh
- Credo in unum Deum
- Wij troo upå en Gudh
- Te deum laudamus
- O Gudh wij liofwe tigh

#### Herrans Böön
- Fader wår som i Himlom äst
- O Fadher wår wij bidie tigh
- O Fader wår högt öfwer oss
- Himmelske Fadher fromme

#### Om Döpelsen
- Wår HErre Christ kom til Jordan

#### Om Herrans Nattward
- JEsus Christus är wår hälsa
- Gudh ware lofwad och högeliga prisad

### II. Några Dawidz Psalmer
- Säll är den man, som icke går
- Hielp Gudh hwadh för jemmerligh
- O Herre hwadh een mechtigh hoop
- O Herre Gudh af Himmelrijk
- Then Ogudhachtighe sägher så
- Herre hoo skal ewinnerligh
- Herren wår Gudh ware tigh blijdh
- Min Gudh, min Gudh, sade Christus
- Hwad kan migh stå til trång
- Min hogh frå Menniskor hafwer iagh
- På tigh hoppes iagh O Herre kär
- Låt thet icke förtryta tigh
- Then onde wachtar ther fast uppå
- Gör wäl och låt alt ondt bestå
- Säl är then man som hafwer kär
- Jag sjunger om en konung bold
- Vår Gud är oss en väldig borg
- Gudh är wår starckheet och tilflycht
- Förbarma tigh / Gudh / öfwer migh
- O Herre Gud, gör nåd med mig
- Hwij berömmer tu fast tigh
- Hielp Gudh uthaff tin nådhes tron
- Gudh ware oss barmhertig och mild
- Hielp migh / min Gudh / min sorg migh qwäl
- O HErre Gudh betee tin macht
- Gudh står i Gudz Församling
- Herre som offta nådeligh
- O Herre Gudh af Himmelrijk
- Then som under hans beskärm boor.
- Kommer här och låter
- Min själ skall lova Herran
- Lofwa Gudh / min siäl / i alla stund
- Herren uthi sin högsta Thron
- Säll är then man som frucktar Gudh
- Tå migh går sorg och nödh uppå
- Utan Herren faller oss till
- Av djupets nöd, o Gud, till dig
- Widh the Elffwer i Babylon
- Herre tu uthransakar mig
- Min Siäl skal uthaff hiertans grund
- Jerusalem tu helga stadh / Prisa tin Gudh medh gamman

### III. Några Evangeliska Lijknelser
- O Menniskia wiltu betänkia
- Kommer hijt til migh säger Gudz Son
- Enom Konung täcktes thet så
- En lijknelse liufflig och klar
- En riker man / wäldiger han
- Waker up i Christne alle
- Högfärdh är en odygd så stor
- Gudh warder liknad widh en man
- Then som effter Gudz rijke står
- Om en rijk man här siungom wij
- Altså hafwer Gudh oss till frögd

### IV. Åhrlige Höghtiders Psalmer

#### 1. Om Christi mandoms anamelse
- Esaiae Prophetenom hende thet så
- Christus then rätte Herren
- O Jesu Christ som Mandom togh

#### 2. Juulehöghtidh
- Werldennes Frelsaren kom här
- Wij lofwom Christ en Konung bold
- War Gladh tu helgha Christenhet
- Gläd tigh tu helgha Christenhet
- Lofwad ware tu Jesu Christ
- Alle Christne frögda sigh
- Christus är födder af een jungfru reen

#### 3. Frögdesånger
- Dies est laeticia eortu regali
- Een Jungfruu födde itt Barn idagh
- Resonet in laudibus
- Hwar Christrogen frögde sigh
- All then ganska Christenhet
- Puer natus in Bethlehem
- In dulci jubilo

#### 4. Om Christi Omskärelse
- Welsignadt ware JEsu Nampn
- Frögder eder alle

#### 5. Om Jesu Christi Pijno och Dödh
- O Gudh wår Fadher i Ewigheet
- Hjelp Gudh at jagh nuu kunde
- Jesus uppå Korset stodh
- O Rene Gudz Lamb oskyldigh

#### 6. Påscha Höghtidh
- Nu är kommen wår Påska frögd
- Christ lågh i Dödzens bandom
- Victimae Pascharli laudes
- Jesus Christus han är worden
- Christus är upstånden aff Dödha
- Gladeligh wele wij Haleluia siunga
- Sigh frögde nu hwar Christen Man
- Surrexit Christus hodie
- Upstånden är wår Herre Christ

#### 7. Om Christi Himmelsfärd
- Jesus tu äst wår Salighet
- Ascendit Christus hodie
- Upfaren är wår Herre Christ

#### 8. Pingesdagha Högtidh (Om then helgha Anda)
- Wij begåm nuu then hugneligh tijdh
- Kom helghe Ande Herre godh
- Kom helghe Ande Herre Gudh
- Nuu bidhiom wij then helghe And
- O tu helghe Ande kom

### V. Åthskillige Psalmer om allehanda Nödhtorffter hwilka kunne fördelas uthi

#### I. Läropsalmer, om

##### 1. Menniskiones fall och älendighet
- O Herre Gudh aff Himmelrijk, Hwad
- Ingen effter Gudz Rijke ståår
- Hwar wij lefde som oss borde
- O Herre Gudh aff Himmelrijk, Huru

##### 2. Antichristi RIjkes Affall
- O Rom går thet nuu så medh tigh
- Gudh Fadhet wiliom wij prijsa
- O Ewighe Gudh aff Ewigheet

##### 3. Guds Ordz Wärkan
- Sigh frögde nuu Himmel och Jord
- O Fadher wår Barmhertigh och godh
- Frögder edher i thenna tidh
- O Herre Gudh tijn helgha Ord
- Waka up, Waka up i Gudz Nampn
- Bewara oss Gudh i tijn Ord
- Så skön lyser then Morghonstiern
- O Herre Gudh, tijn helgha Budh
- Itt gott berådh och wäl betänckt modh

##### 4. Menniskionnes Uprättelse och Salighet
- Aff Adams fall är plats förderfwadt
- Ah wij Syndare arme
- Hwar man må nuu wäl glädia sigh
- Gudh aff sinne Barmhertighet

#### II. Tacksäyelse Psalmer för Wälgerningar

##### 1. Andelighe
- O Herre Gudh aff Himmelrijk, giff
- Allena til tigh Herre Jesu Christ
- Tigh ware Loff och prijs O Christ

##### 2. Lekamelighe
- Tacker Herranom som är ganska blider
- O Gudh tijn Godhet tacke wij
- Siungom nuu aff hiertans grund
- Loffsiunger Herran, lofsiunger

#### III. Böne Psalmer

##### 1. Litania
- Gudh Fadher uthi Himmelrijk, Gudz

##### 2. Om Syndernas Förlåtelse
- O Gudh hwem skal jagh klagha, Min
- O Gudh hwem skal jagh klagha, Then
- Beklagha aff all mijn sinne
- En Syndigh Man, som lågh i Syndzens dwala
- Auf immensam Deus
- Wendt aff tin Wredhe, Herre Gudh

##### 3. Emot allehanda Anfechtningar
- Herre Gudh Fadher stadt oss bij
- O Gudh förlään migh tina Nådh
- Jagh ropar til tigh O Herre Christ
- Lustig af hiertans grunde

##### 4. Om Fridh
- Förläna oss Gudh så Nådheligh
- Gudh gifwe wårom Konung

##### 5. Morghon och Affton Psalmer, Uthi Gemen
- O Herre Gudh som all ting skop
- Tigh Herre mild, jagh tacka wil
- Jagh wil aff hiertans grunde

###### Synnerhet, Om 1. Morghonen
- Min Gudh och Fadher käre
- Tigh Herre wil jagh prijsa
- Tigh Herre mild, jagh tacka wil

###### 2. Afftonen
- Efter Gudz skick går thet så til
- Christe som Liuus och Daghen är
- Christe sann Daghsens Liuus och sken
- Daghen ifrån oss skrijdher

##### 6. Om Echtenskaps Ståndet
- Säl är then Man som fruchtar Gudh, och gerna

#### IV. Tröste Psalmer
- Gudh som all ting skapadhe
- Alleneste Gudh i Himmelrijk, Ware
- Mitt hierta hwij grämer tu tigh
- Må jagh icke Olyckan ungå

#### V. Beredelse Psalmer emot Dödhen
- Medhan man lefwer i Werlden säll
- Hwad min Gudh wil, Altidh thet skeer
- Hemligh stodh jagh en Morghon
- O Jesu Christ sann Gudh och Man
- Ewinnerligh är mitt hopp til Gudh
- När min tijdh och stund kommen är

#### VI. Begraffningz Psalmer
- Medh glädie och fridh faar jagh nu hädan
- Wi som lefwe på Werlden här
- Hela Werlden klaghar sigh
- Lät oss thenna Krop begrafwa
- Iam moesta quiesce querela
- Hörer till i Christrogne alla

#### Någhre andre Threnodiae
- Libera me Domine
- Media vita in morte sumus
- In pace idiusum dormiam
- Emendemus in melius quodignoranter
- Si bona suscepimus de manu Domini
- Credo quod Redemptor
- Jagh weet at min Förlossare lefwer
- I Stofft och Sand

### Bihang
Ett tillägg med psalmer  av Laurentius Paulinus Gothus som förekommer in en del utgåvor av psalmboken under 1600-talet.

#### Några Åhrlighe Högtidhers Historier
- Itt Barn är födt i Bethlehem
- Alle Christne frögda sigh, Aff Hjertans
- Hielp Gudh at iagh nuu kunde
- O Gudh wår Fadher i ewighet
- Jesus leddes först til Hannam
- Om morgonen ganska bittideligh
- Jesus leddes til Hufuudskalle platz
- O Gud och Menniskia Jesu Christ
- I Dagh begås medh myckin frögd
- Sancti Spiritus, adsit nobis gratia
- Then helge Andes Nådh
- Helghe Torssdagh medh Engla skar
- Loff, prijs och tack ske tigh O Fadher käre
- En Lijknelse klar och uppenbar